# Upplands runinskrifter 182
Upplands runinskrifter 182 är ett vikingatida runstensfragment i Össeby-Garns kyrka, Össeby-Garns socken och Vallentuna kommun. Runstensfragmentet är 0,84 meter högt och 0,75 meter brett. Runhöjden är 10 centimeter. Ett annat fragment, troligen från samma sten, har tidigare också funnits i kyrkan men är försvunnet.

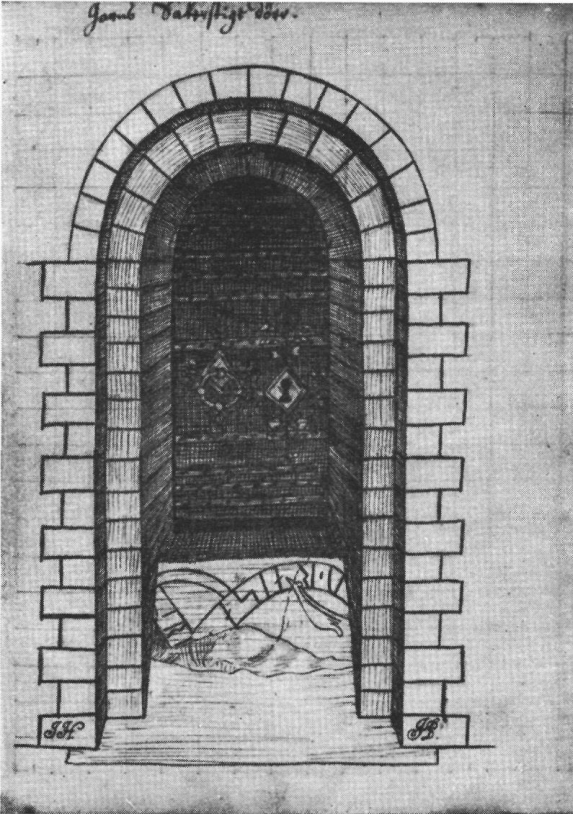
U 182 i dörröppningen till sakristian.

## Inskriften
Translitterering av runraden:
[...-kuti · auk · ikifa...] ... [lit]u × raisa ' [stain · iftiʀ ...] ...ir... [...asntr...]
Normalisering till runsvenska:
...guti ok Ingifa[str] ... letu ræisa stæin æftiʀ ... ... ...
Översättning till nusvenska:
... och Ingefast ... läto resa stenen efter ...